# Winburg
Winburg es una pequeña ciudad agrícola en la Provincia del Estado Libre, en Sudáfrica. 

## Historia
El comercio de ganado para la tierra comprendida entre los ríos Vet y Vaal, emprendidos por Andries Pretorius y el jefe bataung Makwana en 1836, condujo a una disputa entre los voortrekkers. Cuando la disputa fue resuelta, fue proclamada la primera ciudad voortrekker en el Estado Libre y así su nombre (por ganar win la disputa).
Winburg actuó como un puesto avanzado y centro religioso. Al principio fue seleccionada como el sitio para el Monumento Voortrekker principal pero Pretoria ganó el favor y en cambio unos cinco monumentos secundarios voortrekker fueron construidos por las afueras de Winburg. Llevan los nombres de los líderes voortrekker Uys, Potgieter, Pretorius, Retief y Maritz. La longitud de las gradas están en relación con las distancias viajadas por los cinco grupos de pobladores. El 16 de diciembre, día durante el cual los antepasados de los pobladores bóeres celebraron la batalla del Río Sangriento, el sol pasa directamente sobre el monumento y una placa con un mensaje religioso cristiano en la base es iluminado. El monumento está construido cerca del sitio de la casa de nacimiento de Martinus Theunis Steyn que fue el presidente de la República del Estado Libre de Orange bóer.
Winburg fue también la sede de la legislatura de la República del Estado Libre de Orange hasta la caída de los bóeres ante los británicos al final de Segunda Guerra Anglo-Bóer.
La ciudad albergó de un campo de concentración para mujeres y niños capturados por los británicos durante su campaña de la tierra quemada. Muchas de esas mujeres y sus hijos murieron debido a desnutrición y enfermedades contagiosas.
La ciudad es situada próxima a la carretera N1, que une Ciudad del Cabo con Johannesburgo.
Las comunidades blancas y negras en Winburg, como en la mayoría de las ciudades sudafricanas, todavía llevan vidas segregadas, un remanente del apartheid. El nombre del municipio negro es Mackeleketla. Sin embargo, desde que el apartheid tuvo final, la interacción social entre los dos grupos vuelve lentamente a la normalidad.